# Nasgenstadt
Nasgenstadt ist ein Teilort der Großen Kreisstadt Ehingen (Donau) im Alb-Donau-Kreis in Baden-Württemberg. Das Dorf wurde im Jahr 1971 nach Ehingen eingemeindet. Ortsvorsteherin ist Heike Heinrich (Stand: 2024).

## Geschichte
Im Jahr 1135 wurde der Ort erstmals als „Nazzegostetin“ genannt. In den Jahren 1403 und 1442 wurde in Dokumenten ein Burgstall erwähnt. Ab 1442 nahm das Ehinger Spital nach und nach fast den gesamten Ort in Besitz. 1532 belehnte Österreich die Stadt für das dortige Spital mit der Hoch- und Niedergerichtsbarkeit.
Ab 1805 gehörte das Dorf zum Königreich Württemberg. Nicht sicher ist, ob bereits die Nennung eines Presbyters Markward im 12. Jahrhundert auf eine Kirche und eine Pfarrei in Nasgenstadt hinweist. Als sicher gelten dagegen Erwähnungen beider im Jahr 1257. Verschiedene Adelsfamilien hatten das Patronat über das Dorf inne, bevor das Ehinger Spital es 1482 kaufte. 1484 wurde die Pfarrei dem Spital inkorporiert. Die Kirche St. Peter und Paul wurde im Jahr 1729 erbaut. In ihr befindet sich ein hölzerner Kerkerchristus von Anton Sturm aus dem Jahr 1738. Der Turm der Kirche wurde 1749 errichtet. Der Chor ist noch im gotischen Stil gestaltet. Die barocke Wendelinkapelle an der heutigen Bundesstraße 311 wurde 1696 eingeweiht.
Nasgenstadt wurde am 1. August 1971 nach Ehingen eingemeindet und ist dort einer von heute 17 Teilorten.

## Namensherkunft
Der Name „Nasgenstadt“ wird, wie oben erwähnt, auf „Nazzegostetin“ zurückgeführt. Das sehr frühe Zeugnis um die erste Jahrtausendwende (1135) weist vermutlich auf einen Landausbau hin. Die Siedlung wurde demnach nach einem Personen- bzw. Familiennamen benannt. „Nazza“ bzw. „nazze“ (nach quantitativem Ablaut) entstammt dem althochdeutschen und steht für „Brennnessel“. Noch einfacher lässt sich „nazza“ mit „Nessel“ übersetzen, wobei die Sprachverwandtschaft noch deutlicher wird. Das im Ortsnamen Nasgenstadt enthaltene und davon abgeleitete Adjektiv „nazzag“ bzw. „nazzeg“ (nach quantitativem Ablaut) bedeutet also „brennnesselig“ oder „nesselig“ und könnte sich auf die zahlreich am Donauuferbereich vorkommenden Brennnesselpflanzen beziehen. Ob „Nasgenstadt“ jetzt auf einen Personennamen zurückzuführen ist oder ob dem ortstypischen Gewächs Vorrang für die Namensgebung gegeben werden muss, ist immer noch strittig. Plausibler klingt die zweite Theorie, nicht zuletzt deshalb, weil bis jetzt keine eindeutigen Belege für ähnliche oder identische Personennamen gefunden wurden.

## Politik

### Ortschaftsrat
Dem Ortschaftsrat gehören nach der Kommunalwahl vom 9. Juni 2024 mit der Ortsvorsteherin als Vorsitzende zehn Mitglieder an.
| Partei      | Stimmen | Sitze |
| Bürgerliste | 99,30 % | 10    |

## Persönlichkeiten
- Karl Kräutle (1897–1977), Politiker (DNVP, NSDAP, SPD)

## Bauwerke
Nasgenstadt weist neben einer spätbarocken Kirche auch zwei Kapellen auf. Die Pfarrei wird erstmals 1257 erwähnt. Im Jahre 1482 wird sie vom Ehinger Spital gekauft. Die St.-Peter-und-Paul-Kirche wurde im Jahre 1729 erbaut, wies zu dieser Zeit jedoch keinen Turm auf. Erst im Jahre 1749 wurde das Kirchengebäude um ein im unteren Bereich quadratischen, im oberen Drittel achteckigen Turm erweitert. Auch hier findet sich der spätbarocke Stil im Zwiebelturm wieder. Der Chor im Inneren entstammt gotischer Zeit. Um das Kirchengebäude herum wurden an südlicher und östlicher Seite ein Friedhof und ein Pfarrhaus ergänzt. In der Nähe des Rathauses und der Feuerwehr Nasgenstadts findet sich die Wendelinkapelle. Sie stammt ebenfalls aus der Zeit des Barock und bildet mit ihrem prachtvoll gestalteten Giebel einen Blickfang.
Ebenfalls zu Nasgenstadt gehört – obwohl außerhalb des Dorfes liegend – die Posthalterskapelle. Ihr begegnet man, wenn man auf der Bundesstraße 311 Richtung Ehingen fährt, etwa 500 Meter vor der Abbiegung nach Nasgenstadt auf der rechten Seite liegend. Eingerahmt wird die Posthalterskapelle von zwei großen Kastanienbäumen; gebaut wurde sie im Jahre 1872. Das abseits liegende „Käpelle“ gehörte ursprünglich zu Heufelden und gelangte durch eine Schenkung Felix Lindners in den Besitz Nasgenstadts. Den eigenartigen Namen erhielt die Kapelle von den Reliefs, die sich in ihrem Inneren befinden. Diese entstammen dem Prozessionsweg, der Ehingen und Nasgenstadt ursprünglich durch den „Alten Postweg“ verband. (Auf dieser Strecke hielt man dann an fünf Stellen – fünf Reliefs –, weshalb sich der Bestandteil „halters“ im Namen der Kapelle findet.) Heutzutage sind Ehingen und Nasgenstadt wortwörtlich zusammengewachsen, und der „Alte Postweg“ dient nicht mehr als Prozessionsweg, sondern als Straße, auf deren linker und rechter Seite Häuser (und Schrebergärten) liegen.

## Religion
Vor allem der Dorfkern Nasgenstadts ist überwiegend christlich. Der Großteil davon – über 90 % – ist römisch-katholischer Konfession. Erst mit der Erweiterung Nasgenstadts um die Neubaugebiete in westlicher Richtung (also Richtung Ehingen) stieg der Prozentsatz an Muslimen, Russisch-Orthodoxen,  Atheisten und anderen.

## Unternehmen
Nasgenstadt weist – hauptsächlich im Neubaugebiet – eine Vielzahl an Firmen auf. Neben den Möbelhäusern „Borst“ und „Trendpoint“ findet man den Baumarkt „Toom“ und den Supermarkt „E-Center“.